# Zhangjing Huaihui
Zhangjing Huaihui (chiń. 章敬懷暉, pinyin Zhāngjìng Huáihuī; kor. 장경회휘 Changgyŏng Hoehwi; jap. Shōkei Kaiki; wiet. Chương Kính Hoài Hui; ur. 756, zm. 816) – chiński mistrz chan szkoły hongzhou, uczeń mistrza chan Mazu Daoyi. Znany także jako Zhangjing Huaiyun.

## Życiorys
Pochodził z Quanzhou w dzisiejszej prow. Fujian. Rodowym nazwiskiem było Xie. W 785 r. został uczniem mistrza Mazu w klasztorze Kaiyuan i pozostał w Hongzhou do końca życia mistrza.
Przez 20 następnych lat prowadził dość wędrowny tryb życia. Najpierw przebywał w Jiangsu, następnie na północy w Shandong i w końcu w Hebei. W tej prowincji nauczał w klasztorze Baiyan w Dingzhou. Przyciągnął dużą liczbę uczniów i stał się wiodącym mistrzem chan. Liczba uczniów tak wzrosła, że – jak zanotowano w jego biografii w Song gaoseng zhuan – mistrz poczuł się coraz bardziej ograniczany przez nieustannie domagających się nauk uczniów i zrezygnował z wszellich klasztornych funkcji. Udał się w odosobnione miejsce na górze Zhongtiao (położonej na granicy prowincji Shaanxi i Shanxi), gdzie praktykował medytację.
W 808 r. cesarz Xianzong zaprosił mistrza do Chang’anu. Po przybyciu do stolicy mistrz zatrzymał się w klasztorze Wairoczany, będącym filią oficjalnego klasztoru Chang’anu Zhangjing, który został założony przez Daizonga w 767 r.
Wkrótce Huaihui stał się popularnym nauczycielem chanu w stolicy. We wspomnianej biografii zanotowano, że nauczał mnichów, jak i świeckich wyznawców „podstaw, istoty chanu” (chiń. chanyao), oraz że urzędnicy imperialni i słynni uczeni przychodzili do niego codziennie i prosili o nauki.
Jego karierę w Chang’anie przerwała 14 stycznia 816 śmierć w wyniku krótkiej choroby spowodowanej ostrą chang’ańską zimą.
Cesarz nadał mu pośmiertny tytuł daxuanjiao chanshi (Mistrza chan Wielkiego Propagatora Doktryny) a Quan Deyu i Jia Dao (779–843) napisali jego inskrypcję.
Jego najwybitniejszymi uczniami byli Koreańczyk Hyŏnuk (787–868), który założył szkołę pongnim oraz Hongbian, który kontynuował nauczanie w stolicy w klasztorze Jianfu, dzięki czemu szkoła hongzhou była tam obecna po śmierci Weikuana i Huaihui.
Huahui – obok Dayi i Weikuana – należy do tych mistrzów chan, którzy najbardziej rozwinęli nauki szkoły hongzhou w Chang’anie, a tym samym spowodowali jej uznanie za główną, ortodoksyjną szkołę chanu.
Występuje w gong’anie 31 z Biyan lu.

## Linia przekazu Dharmy zen
Pierwsza liczba oznacza liczbę pokoleń mistrzów od 1 Patriarchy indyjskiego Mahakaśjapy.
Druga liczba oznacza liczbę pokoleń od 28/1 Bodhidharmy, 28 Patriarchy Indii i 1 Patriarchy Chin.
- 33/6. Huineng (638–713)
  - 34/7. Nanyue Huairang (677–744)
    - 35/8. Mazu Daoyi (709–788) szkoła hongzhou
      - 36/9. Zhangjing Huaihui (756–816)
        - 37/10. Hongbian (781–865)
        - 37/10. Hyŏnuk (787–868) Korea, szkoła sŏn pongnim